# (10866) Перу
(10866) Перу (исп. Perú) — астероид главного пояса, который был открыт 14 июля 1996 года бельгийским астрономом Эриком Эльстом в обсерватории Ла-Силья и назван в честь Перу, государства в Южной Америке.

Орбита астероида Перу и его положение в Солнечной системе